# The Best of Nik Kershaw
The Best of Nik Kershaw è un album di raccolta del cantante britannico Nik Kershaw, pubblicato nel 1993.

## Tracce
1. Wouldn't It Be Good (Extended 12" mix)
2. The Riddle
3. Dark Glasses
4. Don Quixote
5. Monkey Business
6. When a Heart Beats
7. City of Angels
8. Dancing Girls
9. Progress
10. I Won't Let the Sun Go Down on Me
11. So Quiet
12. Radio Musicola
13. She Cries
14. Nobody Knows (Extended 12" mix)
15. Cloak and Dagger
16. Wide Boy
17. One of Our Fruit Machines is Missing
18. Human Racing (Extended 12" mix)